# مارتن ستيفانوف
مارتن ستيفانوف (بالبلغارية: Мартин Стефанов)‏ (25 أبريل 1987 بفيدين في بلغاريا - ) هو لاعب كرة قدم بلغاري في مركز الهجوم. لعب مع سبارتاك بلوفديف وسلافيا صوفيا ونادي بوتيف بلوفديف وOFC Nesebar ‏ وFC Sportist Svoge ‏.

## وصلات خارجية
- مارتن ستيفانوف على موقع قاعدة بيانات كرة القدم.إي يو (الإنجليزية)